# Satinder Satti
Satinder Satti es una presentadora de televisión, actriz, poeta, bailarina y cantante india. Ella ha ganado elogios por sus actuaciones en todo el mundo.

## Carrera
Satinder Satti es sin duda una personalidad multifacética. Tiene un título de maestría en la carrera de Derecho de GNDU. Estudió en el departamento de leyes de "Guru Nanak Dev University Campus", de Amritsar. Satinder Satti, también ha realizado numerosos espectáculos y eventos para recaudar fondos para personas necesitadas en su natal Punjab.

### Poemas
- Kuch khat tere naam

### Ancla
- Guru Nanak Dev University Youth Festivals*
- Kujh Pal Tere Naam
- Excuse Me Please
- Lishkara
- Caught On Camera
- Dil Diyan Gallan

### Filmografía
- Lal Chudiyan
- Saanjh Dilaan Di
- Jee Ayan nu

### Discografía
| Año  | Álbum                 | Etiqueta                                    |
| ---- | --------------------- | ------------------------------------------- |
| 2009 | Moh (My Love...)      | Speed Records/Kismet Records/Planet Recordz |
| 2007 | Peeng (The Swing)     | Speed Records/MovieBox/Planet Recordz       |
| 2012 | Rubaru (Face-To-Face) | Speed Records                               |